# Orecta acuminata
Orecta acuminata là một loài bướm đêm thuộc họ Sphingidae. Loài này có ở Argentina.
Cá thể trưởng thành mọc cánh vào tháng 1.